# Göran Flodström
Göran Ingmar Flodström (Estocolmo, 27 de enero de 1953) es un deportista sueco que compitió en esgrima, especialista en la modalidad de espada.
Participó en los Juegos Olímpicos de Montreal 1976, obteniendo una medalla de oro en la prueba por equipos. Ganó dos medallas de oro en el Campeonato Mundial de Esgrima en los años 1974 y 1975.

## Palmarés internacional
| Juegos Olímpicos   | Juegos Olímpicos   | Juegos Olímpicos | Juegos Olímpicos   |
| Año                | Lugar              | Medalla          | Prueba             |
| ------------------ | ------------------ | ---------------- | ------------------ |
| 1976               | Montreal (Canadá)  | Medalla de oro   | Espada por equipos |
| Campeonato Mundial |                    |                  |                    |
| Año                | Lugar              | Medalla          | Prueba             |
| 1974               | Grenoble (Francia) | Medalla de oro   | Espada por equipos |
| 1975               | Budapest (Hungría) | Medalla de oro   | Espada por equipos |